# Loftusioidea
Loftusioidea, tradicionalmente denominada Loftusiacea, es una superfamilia de foraminíferos del Suborden Loftusiina y del Orden Loftusiida. Su rango cronoestratigráfico abarca desde el Triásico medio hasta la Actualidad.

## Discusión
Clasificaciones previas incluían Loftusioidea en el Suborden Textulariina o en el Orden Lituolida.

## Clasificación
Loftusioidea incluye a las siguientes familias:
- Familia Mesoendothyridae
- Familia Hottingeritidae
- Familia Cyclamminidae
- Familia Ecougellidae
- Familia Spirocyclinidae
- Familia Loftusiidae
- Familia Syrianidae
- Familia Everticyclamminidae

Se han considerado también en Loftusioidea las siguientes familias:
- Familia Levantellinidae
- Familia Orbitopsellidae